# Tarfala forskningsstation

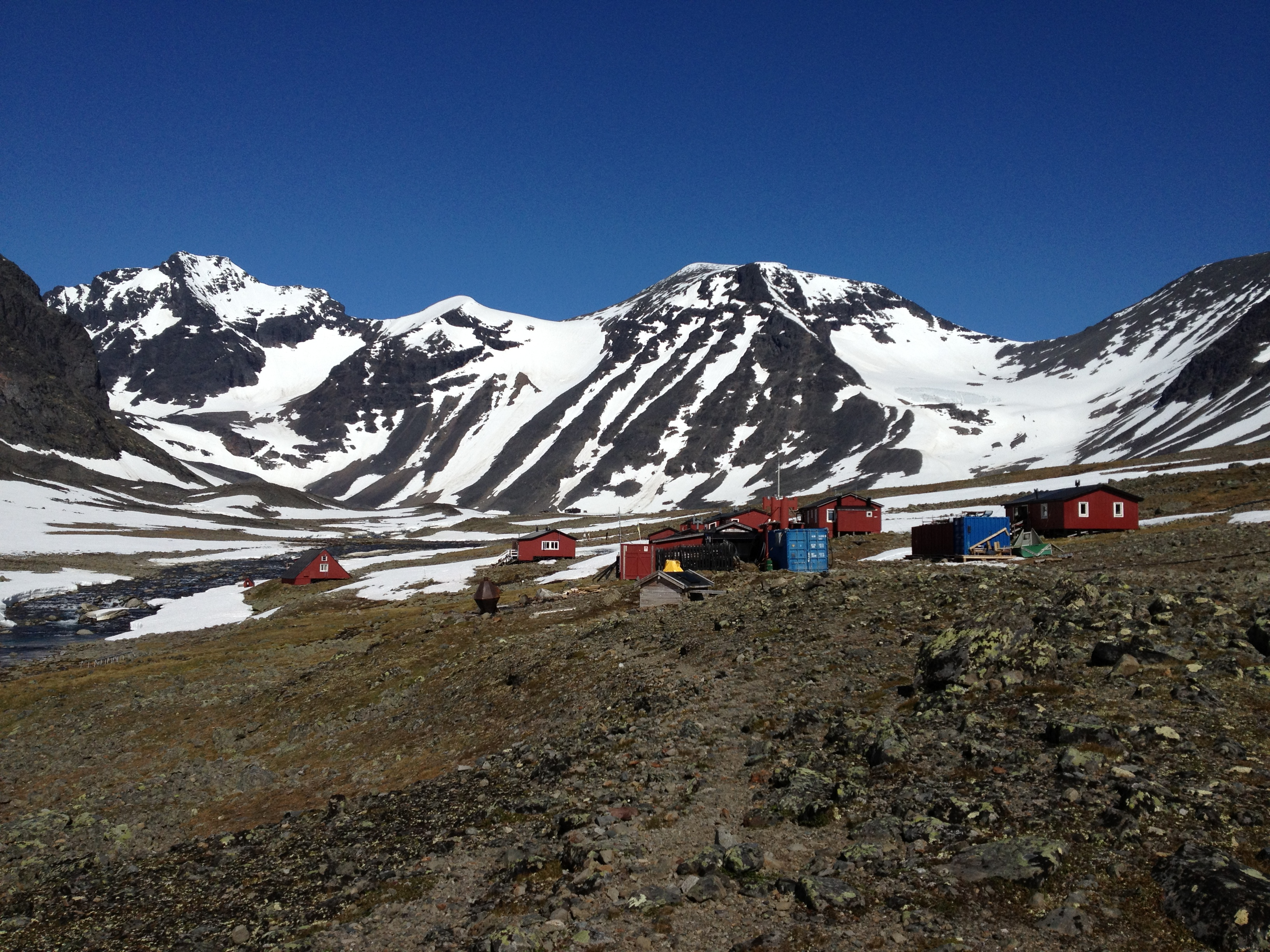
Tarfala forskningsstation

Tarfala forskningsstation är en forskningsanläggning belägen på 1 135 meters höjd i Tarfaladalen i Kebnekaisemassivet i Kiruna kommun. Verksamheten vid stationen, som har elva byggnader, påbörjade regelbundna mätningar av glaciärer 1946 och drivs av Institutionen för naturgeografi vid Stockholms universitet.
Vid stationen bedrivs internationell och nationell forskning och undervisning. Tarfala driver också ett miljöövervakningsprogram. Forskningsfokus är glaciärer, smältvatten, fjällmeteorologi, landformer och permafrost.
Tarfaladalen är ofta utsatt för kraftiga fallvindar (katabatiska vindar). Tarfala forskningsstation har den högst uppmätta vindstyrkan i Sverige, 81 meter per sekund, vilket uppmättes den 20 december 1992.

## Föreståndare
- 1947–1985 Valter Schytt
- 1985–1995 Vibjörn Karlén (född 1937)
- 1996–2004 Per Holmlund
- 2004–2021 Gunhild Rosqvist (2004–2005 ställföreträdande föreståndare)
- 2022–     Nina  Kirchner